# Rinconsauria
Rinconsauria ("lagartos de Rincón") es un clado de dinosaurios titanosaurianos que vivieron en el cretácico superior (hace aproximadamente entre 94 a 86 millones, entre el Turoniense y el Coniaciense), en lo que hoy es Sudamérica.

## Sistemática
Se la define como el más reciente ancestro de Rinconsaurus caudamirus (Calvo & Gonzales Riga, 2003) y Muyelensaurus pecheni (Calvo et al., 2007) y todo sus descendientes.